# Миллер, Мадлен
Мадлен Миллер (англ. Madeline Miller, род. 24 июля 1978‚ Бостон, Массачусетс, США) — американская писательница, автор романов «Песнь Ахилла» (2011) и «Цирцея» (2018). В 2012 году за дебют была удостоена литературной премии «Оранж». В 2019 году получила премию «Алекс».

## Биография
Мадлен Миллер родилась 24 июля 1978 года в Бостоне и провела детство в Нью-Йорке и Филадельфии. Степени бакалавра (2000) и магистра (2001) она получила в Брауновском университете. После окончания университета Миллер преподавала в старшей школе латынь, греческий и творчество Шекспира. Кроме того, она училась год в Чикагском университете для получения степени доктора философии, и в 2009—2010 годах — в Йельской школе драмы на соискание степени магистра в области драматургии и драматической критики. На май 2012 года она проживала в  Кембридже, Массачусетс.

## Произведения
В Йельской школе драмы Миллер фокусировалась на адаптации классических произведений под современные формы. В то время она уже работала над переосмыслением мифа об Ахилле и Патрокле, героях Троянской войны. С сюжетом «Илиады» писательница была знакома ещё с детства — мать читала ей произведение Гомера перед сном. «Я боялась, что люди скажут, что я оскорбила Гомера», — признавалась Миллер. Через пять лет после начала работы над «Песнью Ахилла» (англ. The Song of Achilles) Миллер выбросила рукопись и начала сначала. Хотя Патрокла обычно называют другом Ахилла, Платон и Эсхил указывали на романтическую связь героев. Сюжет романа охватывает детство и смерть героев, а также начало и часть Троянской войны. Во время написания Миллер обращалась к произведениям Овидия, Вергилия, Софокла и Аполлодора Афинского. Роман был издан в ноябре 2011 года и попал в список бестселлеров The New York Times. В 2012 году за свой дебют Миллер удостоилась литературной премии «Оранж». Кроме того, она попала в шорт-лист премии «Стоунволл» за лучшего автора. «Песня Ахилла» была переведена на 25 языков, включая русский — издание вышло в 2020 году в Corpus в переводе Анастасии Завозовой. На июнь 2021 года в мире продано более миллиона копий романа.

Миллер всегда говорила, что Патрокл — главный герой романа, ведь даже повествование ведётся от его имени: «Я хотела выяснить кем был этот человек, что он значил для Ахилла, и что друг без друга они будут потеряны». В интервью «Афиша Daily» писательница заметила: 
«Мой Патрокл в целом соответствует гомеровскому. Я перечитывала «Илиаду» в поисках ключей к этому персонажу, и там есть интересные описания. Гомер говорит, что Патрокл всегда нежен и добр ко всем — об этом часто забывают. Люди думают, что он воин, компаньон Ахилла, но это ведь действительно важные черты. Нежность и доброта стали основой для характера моего персонажа — и они делают понятнее горе Ахилла от потери близкого человека».
Второй роман Миллер, «Цирцея» (англ. Circe), был издан 10 апреля 2018 года и также отметился в списке бестселлеров The New York Times. Повествование ведётся от лица имени Цирцеи, героини «Одиссеи» Гомера. Журнал Paste поместил роман на вторую строчку в списке лучших в 2010-е годы. В июле 2019 года было сообщено, что Рик Джаффа и Аманда Сильвер возьмутся за восьмисерийную адаптацию романа для HBO Max. «Цирцею» перевели на 30 языков, включая русский — перевод Любови Трониной вышел вместе с «Песнью Ахилла» в 2019 году в Corpus. В мире продано более миллиона копий романа.

## Награды и премии
Список адаптирован с сайта писательницы.
- 2012 — Премия «Оранж» за художественную литературу
- 2018 — Премия Indies Choice[англ.] (за лучшее художественное произведение и лучшую аудиокнигу)
- 2018 — Премия «Китчис»[англ.] (The Red Tentacle Award)
- 2019 — Литературная премия Elle
- 2019 — Премия «Алекс»[англ.]

## Цензура и запреты
С 23 апреля 2024 года книга «Песнь Ахилла» Миллер стала жертвой анти-ЛГБТ-кампании в ходе вторжения России в Украину, и её продажи были прекращены в связи с заключением «экспертного центра» при Российском книжном союзе о наличии в ней «пропаганды нетрадиционных сексуальных отношений».